# Élections générales terre-neuviennes de 1993
L'élection générale terre-neuvienne de  se déroule le 3 mai 1993 afin d'élire les députés de la Chambre d'assemblée de la province de Terre-Neuve (Canada). 

## Résultats
| Parti                                      | Parti                      | Chef              | # de candidats | Sièges | Sièges | Sièges  | Voix    | Voix    | Voix    |
| ------------------------------------------ | -------------------------- | ----------------- | -------------- | ------ | ------ | ------- | ------- | ------- | ------- |
| Parti                                      | Parti                      | Chef              | # de candidats | 1989   | Élus   | % Diff. | #       | %       | % Diff. |
|                                            | Parti libéral              | Clyde Wells       | 52             | 31     | 35     | +12,9 % | 148 274 | 49,13 % |         |
|                                            | Progressiste-conservateur  |                   | 52             | 21     | 16     | -23,8 % | 127 150 | 42,13 % |         |
|                                            | Nouveau Parti démocratique |                   | 52             | -      | 1      |         | 22 399  | 7,42 %  |         |
|                                            | Autre/Indépendant          | Autre/Indépendant | 10             | -      | -      | -       | 3 967   | 1,31 %  |         |
| Total                                      | Total                      | Total             | 166            | 52     | 52     | -       | 301 790 | 100 %   |         |
| Source : Elections Newfoundland & Labrador |                            |                   |                |        |        |         |         |         |         |